# Bernini (famiglia)
La famiglia Bernini è stata una nobile famiglia romana, originaria di Sesto Fiorentino, discendente dal celebre artista Gian Lorenzo. Inserita nel 1746 nell'elenco delle famiglie patrizie romane sancito dalla bolla Urbem Romam, continuò a partecipare al governo dell'Urbe fino alla sua estinzione, avvenuta in linea maschile nel 1841 per il ramo primogenito e nel 1858 per quello secondogenito.

## Storia

### Le origini: i Bernini artisti

#### Pietro

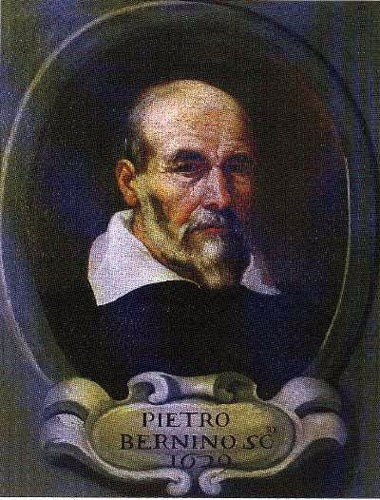
Pietro Bernini

Il capostipite della famiglia, di umile estrazione, è Lorenzo di Bernardo Bernini, ciabattino di Sesto Fiorentino. Dal suo matrimonio con Camilla Boccapianola nacque Pietro, noto scultore e primo artefice delle fortune della famiglia. Costui studiò inizialmente con Ridolfo Sirigatti e poi, trasferitosi a Roma, si legò agli ambienti del Cavalier d'Arpino. Lavorò successivamente a Napoli (1584-1594), Firenze (1594-1596) e di nuovo Napoli (1596-1605), dove sposò la popolana Angelica Galante e dove nacque il figlio Gian Lorenzo, prima di stabilirsi definitivamente a Roma. Qui riuscì ad ottenere un certo numero di commissioni sotto il pontificato di Paolo V Borghese, tra cui varie sculture per la Cappella Paolina e per la sacrestia nuova di Santa Maria Maggiore, basilica accanto alla quale fece edificare la sua dimora romana. Nel 1623 fu nominato dal neoeletto papa Urbano VIII, amico del figlio, architetto dell'Acqua Vergine: sotto questo incarico fabbricò la fontana della Barcaccia, su probabile progetto di Gian Lorenzo. Morì il 29 agosto 1629 e fu seppellito nella tomba in Santa Maria Maggiore. Il Baglione, che gli dedicò una Vita, disse di lui che:
(Giovanni Baglione, Vite, op. cit., p. 305)

#### Gian Lorenzo

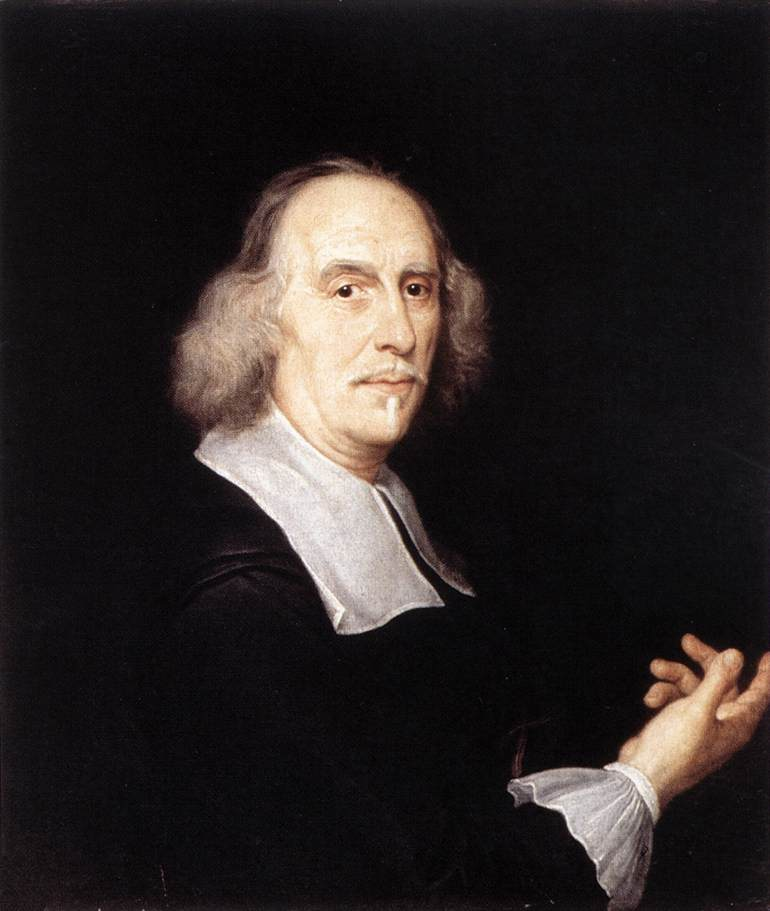
Gian Lorenzo Bernini in tarda età ritratto dal suo collaboratore Giovan Battista Gaulli

Il membro più celebre della famiglia è il figlio Gian Lorenzo, scultore e architetto di fama universale e uno dei massimi interpreti del Barocco. Tramite il padre conobbe il cardinal Maffeo Barberini (per il quale Pietro aveva scolpito un San Giovanni Battista per la cappella Barberini in Sant'Andrea della Valle), con cui strinse una sincera amicizia, e il cardinal nepote Scipione Borghese, che diede l'impulso decisivo alla sua carriera diventandone mecenate e commissionandogli, tra il 1618 e il 1623, prima dei busti ritratto e poi le quattro grandi opere scultoree ancora oggi conservate alla Galleria Borghese (Enea, Achise e Ascanio, il Ratto di Proserpina, il David e l'Apollo e Dafne) che gli valsero l'appellativo di "Michelangelo del nostro secolo" da parte di Fulvio Testi. Sotto il breve pontificato di Gregorio XV ebbe altissimi riconoscimenti per la posizione ormai raggiunta: nel 1621 fu eletto Principe dell'Accademia di San Luca e nel 1623, per alcuni ritratti commissionatigli dal papa, fu nominato cavaliere dell'Ordine Supremo del Cristo. Con l'elezione al soglio pontificio dell'amico Maffeo Barberini, il Bernini divenne figura cardine del programma artistico neo-rinascimentale del nuovo papa. La stima di cui il Bernini godeva è testimoniata dalle parole dello stesso pontefice, che lo definì:
(Maffeo Barberini)
Durante il suo pontificato l'artista accumulò varie cariche tra cui, nel 1629, quella di Architetto dell'Acqua Vergine, ereditata dal padre, e quella prestigiosissima di Architetto della Fabbrica di San Pietro, rimasta vacante alla morte di Carlo Maderno. Per il fratello Luigi ottenne la carica di Soprastante alla Fabbrica di San Pietro nel 1634. Per il papa Barberini eseguì alcune opere importantissime quali il baldacchino bronzeo, il sepolcro del papa e la statua del San Longino nella basilica di San Pietro e, per la famiglia, la sistemazione di piazza Barberini con le fontane del Tritone e delle Api e la prosecuzione dei lavori di Palazzo Barberini. Durante il pontificato di Innocenzo X, avverso ai Barberini, la carriera del Bernini ebbe inizialmente una battuta d'arresto, venendogli preferiti l'Algardi come scultore e il Borromini come architetto. Ciò non gli impedì di ottenere comunque un'importante commissione papale, quella per la Fontana dei Quattro Fiumi, e altre commissioni private tra cui spicca la cappella Cornaro con l'Estasi di Santa Teresa. Per il successivo papa Alessandro VII l'artista progettò alcune delle sue principali opere di architettura quali il Colonnato di San Pietro, la chiesa di Sant'Andrea al Quirinale, il complesso di Piazza di Corte ad Ariccia con la Collegiata di Santa Maria Assunta e la Collegiata di San Tommaso da Villanova a Castel Gandolfo. Per il fratello Luigi ottenne nuove cariche, tra cui quelle di Architetto delle Acque, custode vaticano e supervisore all'esecuzione della Cattedra di San Pietro e ai lavori della Piazza. Chiamato in Francia da Colbert nel 1665, dove però non trovò fortuna, tornò a Roma dove continuò la sua carriera artistica sotto altri tre papi, Clemente IX, Clemente X e Innocenzo XI: nei suoi ultimi anni eseguì ancora opere di rilievo quali l'estasi della beata Ludovica Albertoni e gli angeli di Ponte sant'Angelo. Morì nel suo palazzo a via della Mercede il 28 novembre 1680 e fu sepolto nella tomba di famiglia in Santa Maria Maggiore.

### La discendenza di Gian Lorenzo e il patriziato

#### Paolo Valentino, Prospero, Mariano
Dal matrimonio di Gian Lorenzo con Caterina Tezio, figlia dell'avvocato concistoriale Paolo, avvenuto il 15 maggio 1639, nacquero undici figli. Il primogenito Pietro Filippo fu canonico di Santa Maria Maggiore e prelato del Tribunale di Segnatura; si conserva di lui un buon ritratto di Domenico de Angelis del 1693. La prosecuzione della stirpe fu affidata ai fratelli Paolo Valentino e Domenico, il primo scultore e membro dell'Accademia di San Luca dal 1672, il secondo erudito e autore di una Vita di suo padre. La discendenza di Paolo Valentino, sposato con Maria Laura Maccarani, di antica e nobile famiglia romana, guadagnò rapidamente una posizione nella nobiltà municipale romana. Prospero Bernini, unico figlio della coppia, sposò nel 1715 Ortenzia dei conti Manfroni, proveniente da una famiglia di recente nobiltà ma dotata di grandissime sostanze (Ortenzia lascerà in eredità al figlio Mariano un palazzo a via del Corso e oltre 120.000 scudi). Nel 1728 Prospero entrò a far parte del patriziato romano, ricoprendo per la prima volta la carica di Conservatore. Nel 1735 la ricoprì una seconda volta e nel 1746, con la bolla Urbem Romam, la famiglia Bernini fu inserita nell'elenco delle famiglie patrizie romane; Prospero fu Conservatore un'ultima volta nel 1757. Il figlio Mariano fu Priore dei Caporioni nel 1752 e Conservatore nel 1755, 1764 e 1776. Si sposò due volte: dal primo matrimonio con la nobile Cecilia Borgia di Velletri, nipote dell'arcivescovo Alessandro e del vescovo Fabrizio e sorella del futuro cardinale Stefano, originò il ramo primogenito, che proseguì nell'esercizio delle magistrature civiche romane; dal secondo matrimonio con Lara Sacrati ebbe origine il ramo secondogenito, erede del palazzo dei Manfroni di Via del Corso e di parte delle collezioni artistiche dell'avo Gian Lorenzo. Entrambi i rami, comunque, ebbero vita breve, estinguendosi nell'arco di una generazione. Delle due sorelle di Mariano, una si fece suora e l'altra, Maria Laura, andò in sposa al nobile Ottavio Del Bufalo.

#### Ramo primogenito
Francesco, figlio di primo letto di Mariano, fu membro della Guardia Nobile e fu Priore dei Caporioni nel 1789, a soli vent'anni, e Conservatore nel 1806, 1815, 1822 e 1836. Delle sue sorelle, Marianna sposò Girolamo Colonna e Maria Teresa il nobile Miletto Mileti. Dal suo matrimonio con Giulia Massimo, pittrice dilettante e accademica di San Luca figlia del marchese Francesco Camillo VII, nacque una sola figlia, Cecilia, andata in sposa al marchese Alessandro Lepri di Rota. La coppia ebbe cinque figli, ma i tre maschi morirono in giovane età e l'eredità del ramo primogenito dei Bernini fu così raccolta dai mariti delle due figlie femmine Maria Vienna e Maria Cristina Lepri: il conte Gaetano Andreozzi, patrizio di Foligno, e il conte Mario di Carpegna Gabrielli. Il conte Pietro Andreozzi, figlio di Gaetano, ottenne con Regio Decreto 25 gennaio 1900 di unire al suo il cognome della nonna Bernini, dando così origine al ramo degli Andreozzi Bernini, che ottenne con altro Regio Decreto 15 luglio 1923 il rinnovamento del titolo di Duca d'Assergio e dei predicati di Filetto e Pescomaggiore per eredità Caffarelli.

#### Ramo secondogenito
Anche Prospero Bernini, figlio del secondo matrimonio di Mariano, in continuità con la tradizione familiare partecipò al governo del comune, venendo nominato Consigliere di Roma per effetto del Motu Proprio di Pio IX del 2 ottobre 1847. Dal matrimonio segreto con Angela Santini non ebbe figli; la sua figlia adottiva Concetta Caterina andò in sposa a Vincenzo Galletti, che entrò in possesso per via matrimoniale dell'eredità Bernini composta dal palazzo in via del Corso e di parte delle collezioni di Gian Lorenzo. L'eredità, con il nome, passò poi per via matrimoniale ai Giocondi e infine ai Forti, che assunsero il cognome Forti Bernini.

## Residenze

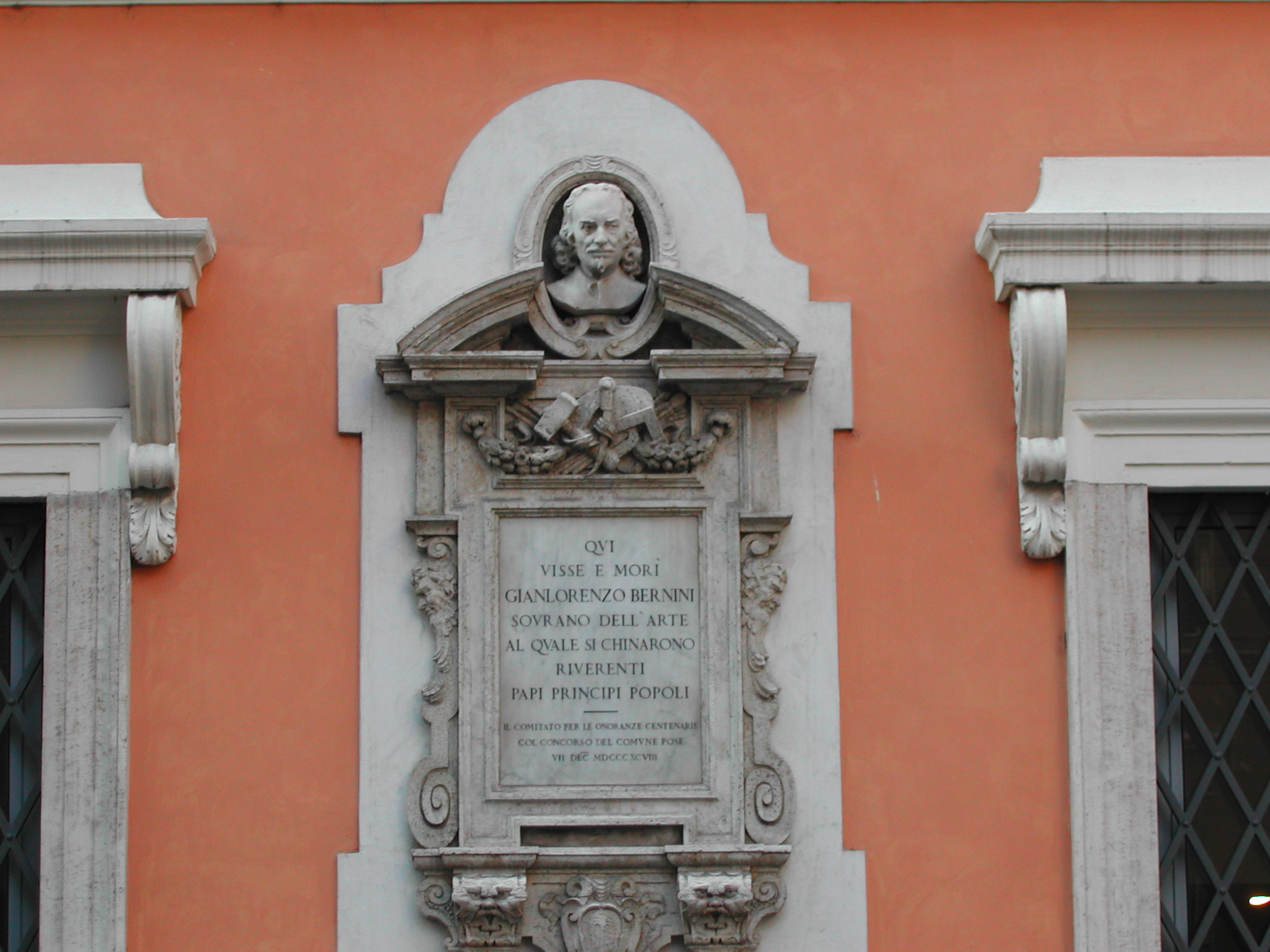
Lapide commemorativa di Gian Lorenzo Bernini sul palazzo in Via della Mercede 12

Il primo palazzo dei Bernini, fatto costruire da Pietro, fu quello all'odierno civico 24 di Via Liberiana, abitato anche da Gian Lorenzo fino al 1642. Nel 1641 l'artista acquistò dalla marchesa Fulvia Naro due palazzi costituenti un ampio isolato tra le odierne vie della Mercede, della Vite, Mario de' Fiori e di Propaganda, con facciate sulla prima: egli abitò il resto della sua vita nel palazzo al civico 11, affittando quello al 12, su cui oggi figura una lapide erroneamente apposta nel 1898, con un busto del Bernini di Ettore Ferrari. Al primo piano del palazzo all'11, dove abitò anche, come ricorda un'altra iscrizione, Sir Walter Scott, sono presenti due lunette con episodi della vita di Gian Lorenzo; nel salone vi è un affresco con Giove e Vulcano.
Per il matrimonio tra il nipote Prospero e Ortenzia Manfroni giunse ai Bernini anche il palazzo dei conti Manfroni, tra via del Corso, via Borgognona e via Frattina. Le varie residenze dei Bernini furono spartite all'inizio dell'Ottocento tra i due rami originati da Mariano: a Francesco, figlio di primo letto, andarono i palazzi in via della Mercede, passati poi tramite sua figlia Cecilia ai Lepri di Rota e successivamente agli Andreozzi Bernini; a Prospero, figlio di secondo letto, andò il palazzo di Via del Corso passato poi, per l'estinzione del suo ramo, ai Galletti, ai Giocondi e infine ai Forti.

## Sepoltura

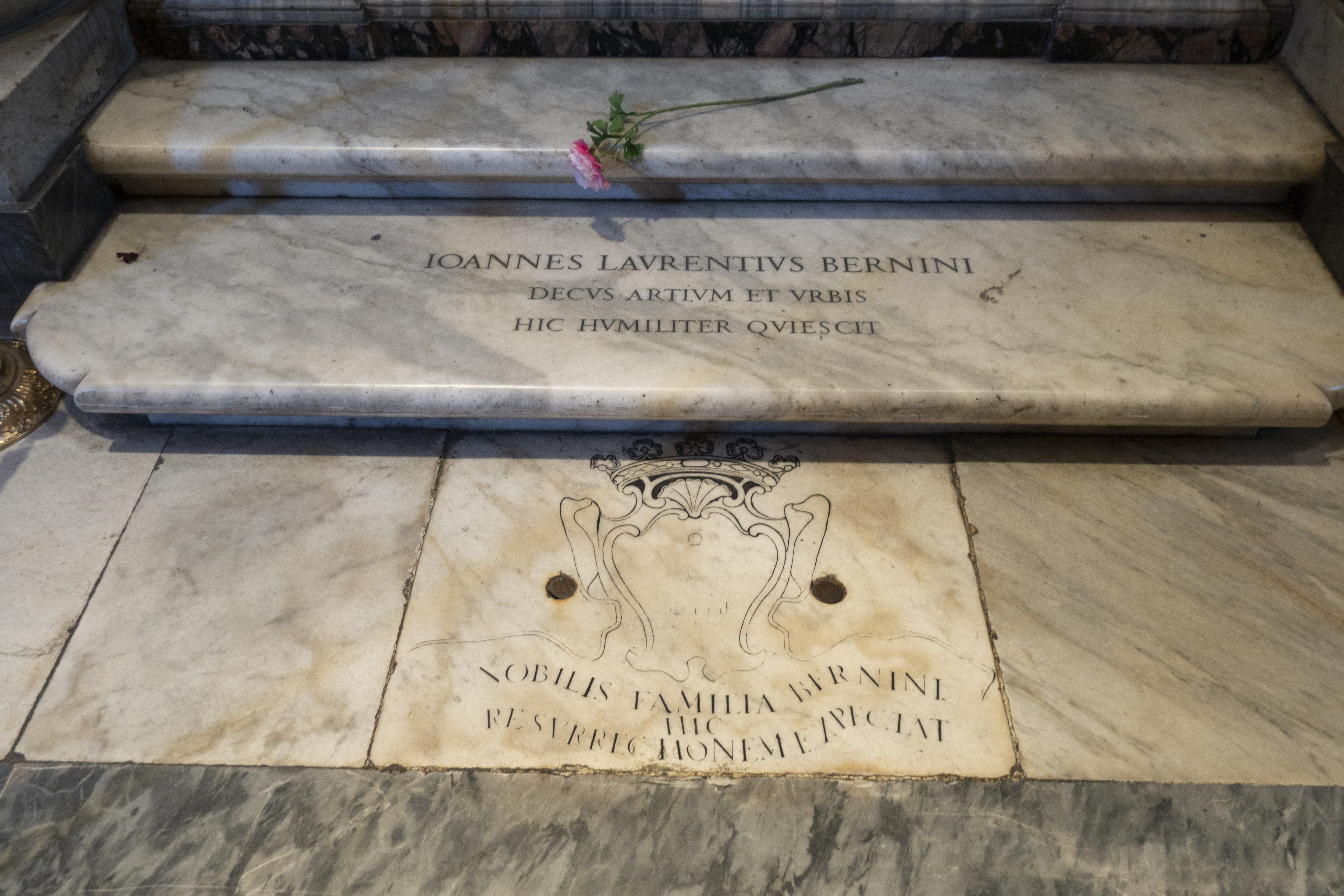
La tomba dei Bernini

La famiglia Bernini ebbe sepoltura nella basilica papale di Santa Maria Maggiore. La tomba, sita a destra dell'altar maggiore, consta di una semplice lapide con incisi lo stemma, ora parzialmente cancellato, e l'epigrafe "NOBILIS FAMILIA BERNINI / HIC / RESURRECTIONEM EXPECTAT". Sul gradino soprastante un'altra epigrafe ricorda la sepoltura del celebre Gian Lorenzo: "IOANNES LAURENTIUS BERNINI / DECUS ARTIUM ET URBIS / HIC HUMILITER QUIESCIT".

## Stemma
Lo stemma dei Bernini è: d'azzurro, alla campagna pareggiata d'argento e del campo, con una fontana d'argento di due zampilli, uscente dal mare. Nello stemma riportato nel Libro d'Oro della Nobiltà Romana gli zampilli nascono direttamente dal mare, senza la fontana.